# 56e régiment d'infanterie (France)
Pour les articles homonymes, voir 56e régiment.
Le 56e régiment d'infanterie (56e RI) est un régiment d'infanterie de l'Armée de terre française créé sous la Révolution à partir du régiment de Bourbon, un régiment français d'Ancien Régime.

## Création et différentes dénominations
- 1635 : régiment d'Enghien.
- 1686 : régiment de Bourbon.
- 1791 : 56e régiment d'Infanterie.
- 1794 : 56e demi-brigade de bataille.
- 1796 : 56e demi-brigade de ligne.
- 1803 : 56e régiment d'infanterie de ligne.
- 1815 : Légion de la Seine-et-Marne.
- 1820 : 56e régiment d'infanterie de ligne.
- 1887 : 56e régiment d'infanterie.
- 1914 : à la mobilisation, donne naissance au 256e régiment d'infanterie
- 1923 : dissous (traditions gardées par le 134e RI).
- 1939 : 56e régiment d'infanterie.
- 1940 : Dissous.

## Colonels/Chef de brigade
- Louis II de Bourbon (Grand Condé) a mis sur pied et a commandé ce régiment de 1635 à 1646.
- maréchal de Montmorency-Laval a été trois fois blessé à sa tête.
- 1791 : colonel Jean-Baptiste André Ruault de La Bonnerie (*)
- 1793 : colonel Claude Marie de Saint-Quentin (*)
- 1797 : chef de brigade François Félix Vignes (*)
- 1803 : colonel Jules Alexandre Léger Boutroue
- 1806 : colonel Louis Thomas Gengoult (**)
- Le maréchal Lannes y a été tué (1809, Essling).
- Septembre 1811-1812 : colonel Pierre Lejeune.
- 1843 : colonel Géry
- 1855-1859 : colonel Doëns
- 1870 : colonel Ména
- 1870 : lieutenant-colonel Billot
- 1889 : colonel Eugène Revin (1839-1904) commande le régiment.

## Historique des garnisons, combats et batailles du56eRI

### Ancien Régime
- Guerre de Trente Ans 1618-1648
- La Fronde 1649-1653
- Guerre de Dévolution 1667-1668
- Guerre de Hollande 1672-1678
- Guerre de la Ligue d'Augsbourg 1688-1697
- Siège de Luxembourg 1683-1684
- Guerre de Succession d'Espagne 1701-1714
- Guerre de Succession de Pologne en Italie 1733-1735
- Guerre de Succession d'Autriche 1740-1748
- Guerre de Sept Ans 1756-1763

Lors de l'ordonnance royale du 1er janvier 1791 qui réorganise les corps d'infanterie de l'armée française le 56e régiment d'infanterie de ligne est formé du régiment de Bourbon.

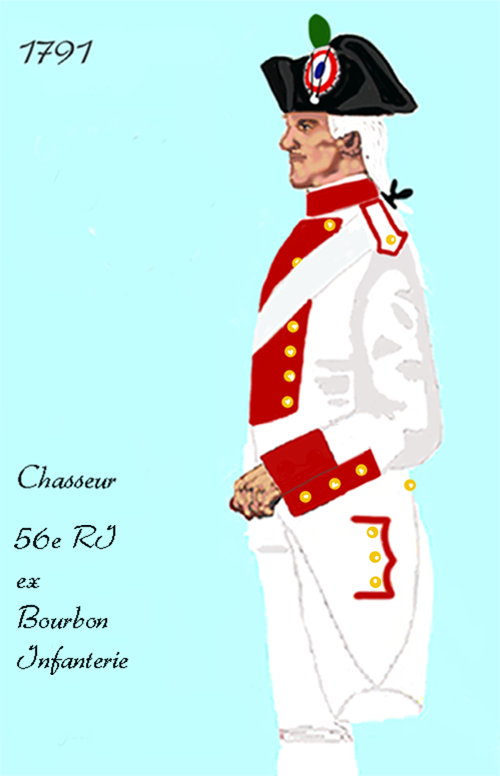
56e régiment d'infanterie de ligne

### Guerres de la Révolution et de l'Empire

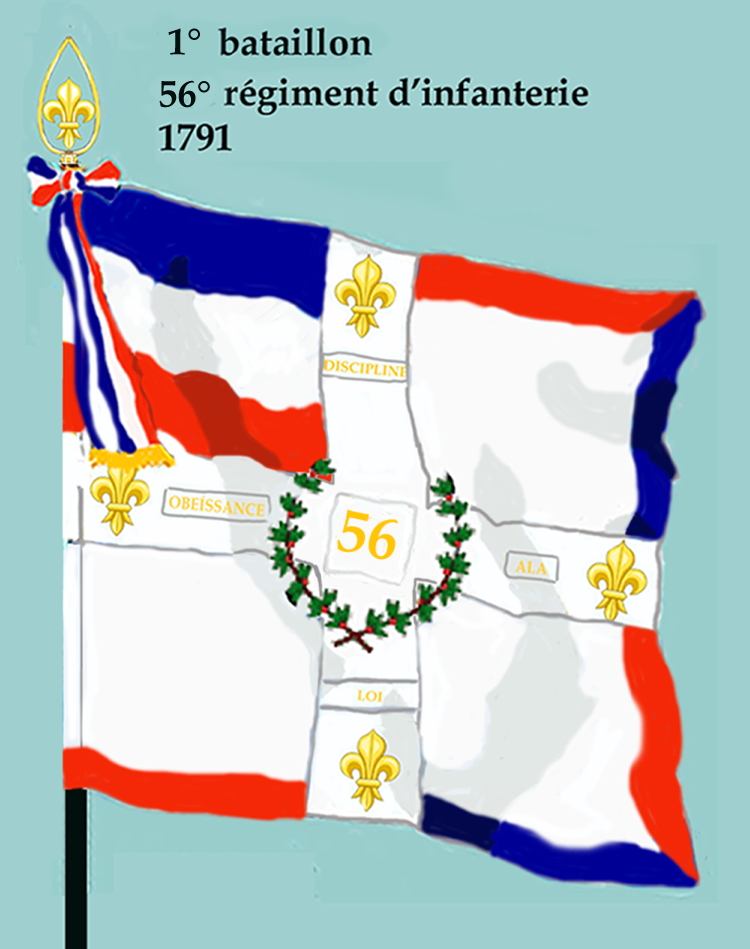
Drapeau du 1er bataillon du 56e régiment d'infanterie de ligne de 1791 à 1793
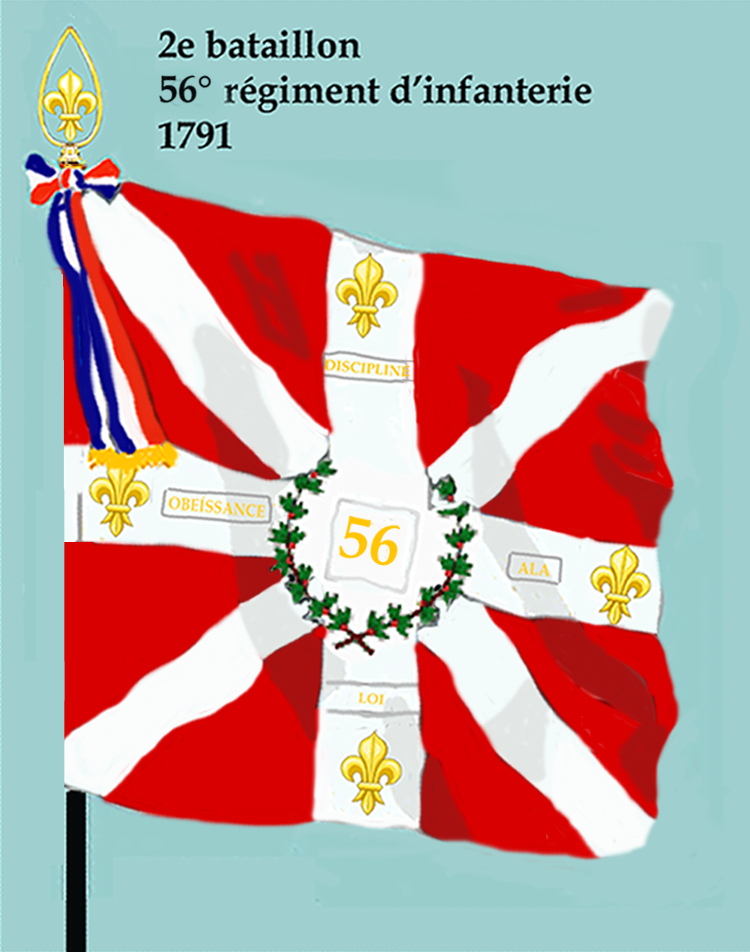
Drapeau du 2e bataillon du 56e régiment d'infanterie de ligne de 1791 à 1793

« Ce n'est point ici, c'est dans la redoute qu'il faut nous arrêter. » Lieutenant Piat, 1793.
« On doit des éloges à la 56e demi-brigade. » Général Moreau, 1796.
- 1792-1794 : Guerre franco-autrichienne
  - Le 1er bataillon fait les guerres de 1792 à 1794 à l'armée du Nord et prend part à la défense de Lille
  - Le 2e bataillon fait celles de 1792 et 1793 à l'armée du Rhin, de 1794 à l'armée du Nord, de 1795 à l'armée de Sambre-et-Meuse
- 1793-1797 : Guerre de la Première Coalition, Armée du Nord
  - Mars 1793 : le colonel Jean-Baptiste André Ruault de La Bonnerie est blessé à Neerwinden puis passe aux Autrichiens avec Dumouriez
- 1796-1797 : Campagne d'Italie (1796-1797)
- 1799-1800 : Campagne d'Italie (1799-1800)
- 1801-1803 : Saint-Domingue
- 1805 : Troisième Coalition
  - Bataille de Caldiero
- 1807 : Campagne de Pologne
- 1808-1809 : Guerre d'indépendance espagnole
- 1809 : Campagne d'Allemagne
- 1812 : Campagne de Russie
- 1813 : Allemagne
  - 16-19 octobre : Bataille de Leipzig
- 1814 : Campagne de France
- 1815 : Campagne de Belgique

### 1815 à 1852
- Expédition d'Espagne 1826-1828
- Répression du soulèvement légitimiste dans l'Ouest[1] 1832
- Conquête de l'Algérie 1841-1848

### Second Empire
- Pacification de l'Algérie 1856-1859
- Italie 1859

### Guerre de 1870-1871
Au 1er août 1870, le 56e régiment d'infanterie fait partie de l'armée du Rhin.
Avec le 1er bataillon de chasseurs du commandant Bureau et le 3e régiment de zouaves du colonel Bocher, le 56e forme la 1re brigade aux ordres du général Fraboulet de Kerléadec. Cette 1re brigade avec la 2e brigade du général Lacretelle, deux batteries de 4 et une de mitrailleuses, une compagnie du génie constituent la 4e division d’infanterie commandée par le général de division De Lartigue. Cette division d'infanterie évolue au sein du 1er corps d'armée ayant pour commandant en chef le Maréchal de Mac-Mahon, duc de Magenta.
- 3 août 1870 : En place à Strasbourg.
- 5 août 1870 : 4e division, en avant d'Eberbach, et couronnant les crêtes depuis le saillant nord-est du Niederwald jusqu'en face du Bruck-Mühle.
- 6 août 1870 : Bataille de Frœschwiller-Wœrth.
- 7 au 14 août 1870 : Retraite sur Châlons.

Au 17 août 1870, le 56e régiment d'infanterie fait partie de l'armée de Châlons.
Avec le 1er bataillon de chasseurs du capitaine Briatte et le 3e régiment de zouaves du colonel Bocher, le 56e forme la 1re brigade aux ordres du général Fraboulet de Kerléadec. Cette 1re brigade avec la 2e brigade du général Carray de Bellemare, deux batteries de 4 et une de mitrailleuses, une compagnie du génie constituent la 4e division d’infanterie commandée par le général de division De Lartigue. Cette division d'infanterie évolue au sein du 1er corps d’armée ayant pour commandant en chef le général de division Ducrot.
- 31 août 1870 : Bataille de Sedan.
  - Le IIIe bataillon et la 1re compagnie du IIe parviennent à s'échapper et rejoignent le dépôt à Nîmes[2].

- Le dépôt du 56e de ligne, resté à Nîmes, forme plusieurs compagnies de marche à partir d'août 1870, qui sont incorporés dans divers régiments de marche. En particulier, le IVe bataillon formé en août est incorporé au 21e régiment de marche tandis les rescapés de Sedan forment le VIe bataillon de marche, bataillon qui est tout entier incorporé au 56e régiment de marche en novembre[2].

- Le 24 novembre 1870 les compagnies de marche du 56e régiment d'infanterie de ligne qui composaient le 44e régiment de marche furent engagés dans les combats de Chilleurs, Ladon, Boiscommun, Neuville-aux-Bois et Maizières dans le Loiret. Le 9 janvier 1871, ces compagnies furent engagés dans la bataille de Villersexel[réf. nécessaire].

### 1871 à 1914
Le 56e de ligne quitte fin août 1871 Nîmes pour Nevers, où il fusionne avec le 56e régiment de marche le 6 septembre 1871.
Lors de la réorganisation des corps d'infanterie de 1887, le régiment fournit un bataillon pour former le 152e régiment d'infanterie.
- 1900 : casernement à Chalon-sur-Saône

### Première Guerre mondiale
- En 1914, casernement Chalon-sur-Saône ; 29e brigade d’infanterie ; 15e Division d'Infanterie ; 8e corps d'armée.

#### 1914
- Bataille de Sarrebourg
- Combat de Gosselming et de Saint-Jean-de-Bassel
- Bataille de la Mortagne

#### 1915
- Woëvre, la Louvière.

#### 1916
- juillet-août : Bataille de Verdun

#### 1918
- Champagne, Picardie, Bataille de Saint-Quentin.

"Régiment d'élite." Citation, 1918.

### Seconde Guerre mondiale

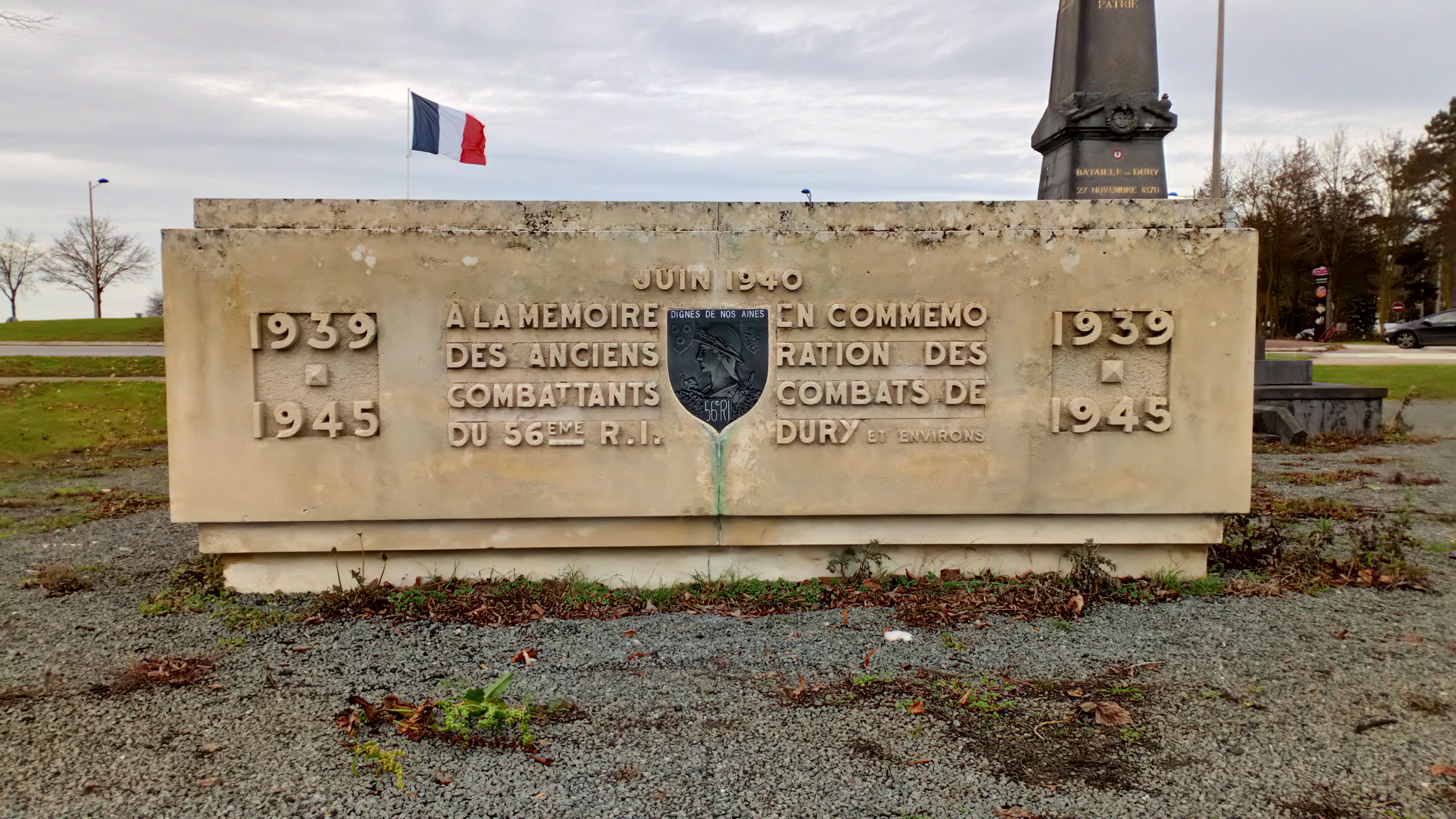
Stèle en mémoire des combattants du début juin 1940 à Dury.

Formé le 7 septembre 1939 par le CMI no 82 à Mâcon (Centre Mobilisateur d’Infanterie) sous les ordres du lieutenant-colonel Bourquin puis le 10 juin 1940 sous les ordres du commandant Chauveau de Quercise. Il appartient à la 16e division d'infanterie, 8e région militaire de Dijon, il est composé de trois bataillons puis de la 13e compagnie de pionniers.
De février à mai 1940, il est sur le secteur fortifié d'Haguenau.
Du 24 mai au 9 juin 1940, la 16e division d’infanterie participe à la bataille au sud d'Amiens en tenant le village de Saint Fuscien et de Dury. La partie du secteur tenue par le 56e RI s'étend entre la grande route d'Amiens à Paris incluse et celle d'Amiens à Mondidier exclue.
Pendant la bataille, la division détruit plus de 136 panzers III et IV sur les 196 chars[réf. nécessaire].
Le 26 juin 1940, les éléments restants de la division sont rassemblés dans la région de Beaumont-du-Périgord, puis démobilisés.

## Drapeau
Il porte, cousues en lettres d'or dans ses plis, les inscriptions suivantes :
- Valmy 1792
- Caldiero 1805
- Essling 1809
- Solférino 1859
- La Mortagne 1914
- Verdun 1916
- Picardie 1918
- La Somme 1940

## Décorations
Sa cravate est décorée de la croix de Guerre 1914-1918 avec deux palmes  puis de la médaille d'or de la Ville de Milan .
Il a le droit au port de la fourragère aux couleurs du ruban de la croix de Guerre 1914-1918.

## Devise
"Dignes de nos aînés"

## Personnalités ayant servi au56eRI
- François Baron (1888-1914), poète mort pour la France
- Antoine Villermin (1889-1914), instituteur et poète tué au combat de Gosselming le 20 août 1914. Son nom est inscrit au Panthéon parmi les 560 écrivains morts pour la France lors de la Première Guerre mondiale.

## Faits d'armes faisant particulièrement honneur au régiment
(*) Bataille portée au drapeau du régiment.

## Sources et bibliographie
- Recueil d'Historiques de l'Infanterie Française, Général Andolenko, Eurimprim 1969.
- Histoire générale de la guerre franco-allemande (1870-1871), Commandant Rousset, tomes 1 et 2, L'Armée Impériale
- Victor Belhomme, Histoire de l'infanterie en France, t. 5, Henri Charles-Lavauzelle, 1902 (lire en ligne).